# Lennart Åsling
Per Lennart Åsling, född 22 augusti 1921 i Kaxås, Offerdals socken, Jämtlands län, död 27 november 1966 i Göteborg, var en svensk målare, grafiker och skulptör. 
Han var son till snickaren Per Emil Åsling och Selma Gabrielsson och under en period gift med textilkonstnären Kerstin Danielsson. Åsling studerade vid Slöjdföreningens skola i Göteborg 1944–1947, Valands målarskola 1947–1951 och under studieresor till Nederländerna, Frankrike, Italien och Spanien. Han tilldelades Otto och Charlotte Mannheimers stipendium och ett av Göteborgs kommuns kulturstipendium. Separat debuterade han med en utställning 1956 och ställde därefter ut separat på bland annat Gummesons konsthall och i flera landsortsstäder. Tillsammans med Carl-Göran Hagberg ställde han ut på Lorensbergs konstsalong 1957 och med Johny Colebring och Tage Törning i Varberg 1963. Han medverkade i Nationalmuseums utställning Unga tecknare och i utställningen Åtta Göteborgare i Oslo 1955, samlingsutställningar i Berlin och en rad samlingsutställning på Göteborgs konsthall. Han medverkade i samlingsutställningar arrangerade av Jämtlands läns konstförening och Skånes konstförening. Bland hans 
offentliga arbeten märks dekorationsmålningar i EG Lindströmsrummet på Folkets hus i Göteborg och en trärelief på Ekebäcksskolan i Västra Frölunda. Som grafiker arbetade Åsling speciellt med träsnitt och utgav 1952 en träsnittsmapp tillsammans med tre andra konstnärer. Åsling är representerad vid Moderna museet, Göteborgs konstmuseum, Norrköpings Konstmuseum, Sundsvalls museum och Östersunds museum.